# ديفيس ويب
ديفيس ويب (بالإنجليزية: Davis Webb)‏ هو لاعب كرة قدم أمريكية أمريكي، ولد في 22 يناير 1995 في برسبير في الولايات المتحدة.

## وصلات خارجية
- ديفيس ويب على موقع مرجع كرة القدم المحترفة.كوم (الإنجليزية)
- ديفيس ويب على موقع كلية كرة القدم في سبورتس رفرنس.كوم (الإنجليزية)